# Distretto di Bilaspur (Himachal Pradesh)
Il distretto di Bilaspur è un distretto dell'Himachal Pradesh, in India, di 340 735 abitanti. Il suo capoluogo è Bilaspur.